# 1080p

1080p HDTV

1080p (1920x1080), también conocido como Full HD o FHD es un tipo de resolución usada en la televisión de alta definición (HDTV). Se compone de 1920 píxeles en el eje horizontal y 1080 píxeles en el eje vertical. La letra "p" se refiere a progressive scan, en contraposición a la exploración entrelazada.

## Visión general
1080p es considerado un modo de vídeo HDTV. Es ahora el estándar en la alta definición 1920×1080 píxeles = 2.073.600 píxeles (2 megapíxeles). Esta definición sobrepasa al SDTV.

### Resoluciones
El término usualmente supone una relación de aspecto widescreen de 16:9, implicando una resolución horizontal de 1920 píxeles y con la resolución de fotogramas de 1920×1080 píxeles = 2.073.600 píxeles (2 megapíxeles).

### Diferencia con 1080i
La diferencia entre 1080p y 1080i es que para p cada fotograma es proyectado por todas las líneas progresivamente, obteniéndose mejor visualización, aunque solo perceptible para la vista más sensible, mientras que con el formato i cada fotograma es proyectado por la mitad de las líneas, pares o impares alternativamente, o de forma entrelazada.

## Historia

### Predecesor
720p es el nombre corto para una de las categorías de los modos de vídeo, usado principalmente en la televisión de alta definición (HDTV).

### Sucesor
2160p es un nombre alternativo para la resolución 4K UHDV. El número 2160 representa dicho número de líneas horizontales con respecto a la resolución de pantalla, mientras que la letra p significa barrido progresivo.